# قرية مونتغومري (نيويورك)
قرية مونتغومري (بالإنجليزية: Montgomery (village), New York)‏ هي منطقة سكنية تقع في الولايات المتحدة في نيويورك (ولاية). يقدر عدد سكانها بـ 3,814 نسمة .